# Dance On Ensemble
Das Dance On Ensemble ist eine Tanzkompanie aus Berlin und wurde 2015 gegründet. Künstlerischer Leiter ist Ty Boomershine.

## Geschichte
Das Ensemble ist ein Projekt der Bureau Ritter gUG, finanziert von der Deutschen Bundesregierung. Das Ensemble fördert Tänzer über 40 Jahren und positioniert sich gegen Altersdiskriminierung im zeitgenössischen Tanz.
Dance On arbeitet mit renommierten Choreographen und Regisseuren wie Rabih Mroué, Lucinda Childs, Meg Stuart, Jan Martens, Deborah Hay und William Forsythe zusammen.
Das Ensemble tritt auf internationalen Bühnen auf. Dazu zählen unter anderem Münchner Kammerspiele, Volkstheater Wien, Radialsystem (Berlin), Volksbühne (Berlin), Opera Antwerpen, STUK Leuven.
Es ist zu Gast auf verschiedenen Festivals, zum Beispiel beim Kunstenfestivaldesarts Brussels und auf dem Festival d’Avignon.

## Repertoire
Zu den Produktionen zählen:
- "Stein" (2025) von Lucinda Childs[7]
- "Frank" (2025) von Cherish Menzo[8]
- "Musique - in the Spirit of Johann Strauss - The missing Step" (2025) von Mathilde Monnier[9]
- "Now we are Earth" (2025) von Nicole Beutler[10]
- "Terminal Infinity" (2025) von Colette Sadler[11]
- "A Sky like a Wall" (2024) des Dance On Ensemble und Solistenensemble Kaleidoskop[12]
- "Glitch Witch" (2024) von Meg Stuart[13]
- "Kiss the One we are" (2024) von Daniel Linehan, Hiatus & Dance On Ensemble[14]
- "Mellowing" (2023) von Christos Papadopoulos[15]
- "Any Attempt will end in crushed Bodies and shattered Bones" (2021) von Jan Martens[16]
- "Making Dances" (2021) mit Werken von Merce Cunningham & Mathilde Monnier[17]
- "Dancing Replies" (2021) mit Werken von Lucinda Childs & Ginevra Panzetti / Enrico Ticconi[18]
- "Never ending Story" (2021) von Mathilde Monnier[19]
- "Marmo" (2021) von Ginevra Panzetti / Enrico Ticconi[20]
- "Works in Silence" (2020) von Lucinda Childs[21]
- "Story" (2019), A re-imagining of Story (1963) | Choreografie: Merce Cunningham[22]
- "You should have seen me dancing Waltz" (2019) von Rabih Mroué[23]
- "7 Dialogues" (2018)[24]
- "Katema" (2018) von Lucinda Childs mit Neueinstudierung von Ty Boomershine[25]
- "Elephant" (2018) von Rabih Mroué[26]
- "Man made" (2017) von Jan Martens[27]
- "Water between three Hands" (2016) von Rabih Mroué[28]